# كيث رينولدز
كيث رينولدز (بالإنجليزية: Keith Reynolds) هو دراج بريطاني، ولد في 25 ديسمبر 1963 في سوليهل في المملكة المتحدة.

## وصلات خارجية
- كيث رينولدز على موقع أرشيف الدراجات (الإنجليزية)
- كيث رينولدز على موقع إحصائيات الدراجات الإحترافية (الإنجليزية)
- كيث رينولدز على موقع أوليمبيديا (الإنجليزية)
- كيث رينولدز على موقع اتحاد ألعاب الكومنولث (مؤرشف) (الإنجليزية)